# 賴伊 (阿肯色州)
賴伊（英語：Rye）是位於美國阿肯色州克里夫蘭縣的一個人口普查指定地區。

## 地理
賴伊的座標為33°44′46″N 91°59′52″W / 33.74611°N 91.99778°W，而該地最高點為海拔高度57米（即187英尺）。

## 人口
根據2020年美國人口普查的數據，賴伊的面積為11.31平方千米，皆為陸地。當地共有人口123人，而人口密度為每平方千米10人。